# Rotaria citrina
Rotaria citrina är en hjuldjursart som först beskrevs av Ehrenberg 1838.  Rotaria citrina ingår i släktet Rotaria och familjen Philodinidae. Arten är reproducerande i Sverige. Inga underarter finns listade i Catalogue of Life.